# عمرو شبانة
عمرو شبانة هو لاعب اسكواش مصري، وهو الآن المصنف رقم 1 في العالم في هذه اللعبة، فاز ببطولة العالم أربع مرات في أعوام 2003، 2005، 2007 و2009 ويُعد أول مصري يتربع على قمة تصنيف لاعبي الاسكواش المحترفين منذ بدأ التصنيف في عام في 1971.
ولد شبانة في 20 يوليو 1979 بالقاهرة بمصر، وبدأ لعب الأسكواش في سن السابعة في نادي السالمية بالكويت، تخرج من كلية الإعلام في الجامعة الأمريكية. ويلعب حاليا في النادي الأهلي المصري.
وقدأحرز مع المنتخب المصري بطولة العالم للفرق عام 1999 والمركز الثاني عام 2001 والمركز الرابع عام 2003 ويخوض شبانة مباريات الدوري الهولندي حيث يلعب في نادي وورلد أوف إسكواش.
فاز شبانة ببطولة العالم ثلاث مرات الأولى عام 2003 في باكستان والثانية عام 2005 في هونغ كونغ والثالثة عام 2007 وذلك بعد فوزة يوم 2/12/2007 على الفرنسي جريجورى جوتيه المصنف الثالث على العلم في المباراة النهائية للبطولة التي اقيمت في جزيرة «برمودا» الأمريكية، كما حصل على كأس جراسهوبر عام 2014.
قام الرئيس السابق محمد حسنى مبارك يوم 17/4/2006 بمنحه وسام الرياضة من الطبقة الأولى تقديرا لانجازه الرياضي في لعبة الاسكواش والفوز ببطولة العلم للفردي الذي وضعة على قمة تصنيف اللاعبين المحترفين بفارق قد يتجاوز 400 نقطة في مطلع مايو 2006.

## روابط خارجية
- عمرو شبانة على موقع الاتحاد الدولي لمحترفي الاسكواش (مؤرشف) (الإنجليزية)
- عمرو شبانة على موقع SquashInfo.com (الإنجليزية)